# 존 매킨타이어
존 매킨타이어(John McIntire, 1907년 6월 27일 ~ 1991년 1월 30일)는 미국의 배우이다.
워싱턴주에서 태어났으며 패서디나에서 사망하였다. 사인은 폐암이다.

## 영화
- 아버지와 두 아들 (1989, Dream Breakers)
- 터너와 후치 (1989년) - 아모스 리드 역
- 크로커와 데거 (1984년)
- 론 스타 (1983년)
- 고독한 방랑자 (1982년) - 할아버지 역
- 고리아스 어웨이트 (1981년) - 세너터 올리버 바소로미우 역
- 토드와 코퍼 (1981년)
- 생쥐 구조대 (1977년) - 루퍼스 목소리 역
- 집행자 루스터 (1975년)
- 허비 - 돌아오다 (1974년)
- 롱스트리트 (1971년)
- 투 로드 투게더 (1961년)
- 썸머 앤 스모크 (1961년)
- 후 워스 댓 레이디 (1960년)
- 플레이밍 스타 (1960년)
- 엘머 갠트리 (1960년)
- 싸이코 (1960년) - 앨 챔버스 보안관 역
- 가슴에 빛나는 별 (1957년)
- 스트레인저 온 호스백 (1955년)
- 피닉스 시티 스토리 (1955년) - 앨버트 역
- 머나먼 서부 (1954년)
- 아파치 (1954년)
- 결투 1대 3 (1953년)
- 대통령의 여인 (1953년)
- 서부의 지평선 (1952년)
- 세계를 그의 품안에 (1952년)
- 유어 인 더 네이비 나우 (1951년)
- 댓츠 마이 보이 (1951년)
- 프란시스 (1950년)
- 아스팔트 정글 (1950년)
- 탑 오 더 모닝 (1949년)
- 다운 투 더 씨 인 쉽스 (1949년)
- 콜 노스사이드 777 (1948년)

### 텔레비전
- 보난자 (1961, 1966)
- FBI (1965-71)
- 디즈니랜드 (1966-71) - 윗 화이트 역
- 사랑의 유람선 (1978-85)
- 신나는 개구쟁이 (1985)